# Michelangelo Mattei
Michelangelo Mattei (Roma, 8 maggio 1628 – Roma, 22 dicembre 1699) è stato un patriarca cattolico e nobile italiano.

## Biografia
Nacque a Roma l'8 maggio 1628, nella famiglia patrizia dei Mattei, da Ludovico III Mattei e Laura di Girolamo Frangipane. Era fratello minore del cardinale Orazio Mattei e del comandante dell'esercito pontificio Muzio Mattei.
Dopo aver perso il padre nel 1635, fu allevato dal cugino Gaspare, che lo portò con sé nelle sue varie missioni diplomatiche in Italia ed Europa e lo avviò a una precoce carriera ecclesiastica.
Nel 1651 fu caporione di Sant'Angelo e Priore dei Caporioni di Roma.
A partire dal 1655, divenne canonico della basilica di San Pietro, con il ruolo di prefetto della musica della Cappella Giulia, carica nella quale venne riconfermato per numerosissimi anni a venire. In qualità di magister cappellae, collaborò con importanti musicisti dell'epoca quali Orazio Benevoli, Ercole Bernabei, Antonio Masini e Francesco Beretta.
Il 7 novembre 1689, venne nominato arcivescovo titolare di Adrianopoli di Emimonto. Ricevette la consacrazione episcopale il 13 novembre seguente dal cardinale Fabrizio Spada, con Francesco de' Marini e Prospero Bottini in qualità di co-consacranti.
Nel 1690, nel ruolo di canonico decano della basilica di San Pietro, intraprese un viaggio in Toscana per conto del capitolo della basilica per coronare solennemente alcune icone mariane: Il 30 aprile 1690 era a Lucca per incoronare l'immagine miracolosa della Madonna del Sasso presso la chiesa di Sant'Agostino (gli furono anche dedicati alcuni brevi componimenti all'interno di un libello scritto per l'occasione); il 14 maggio fu invece a Livorno per incoronare l'immagine della Madonna di Montenero presso il Santuario della Madonna delle Grazie.
Il 18 maggio 1693, papa Innocenzo XIII lo promosse a patriarca titolare di Antiochia.
Nel dicembre 1696, fu uno dei concelebranti nella solenne messa funebre in onore di Giovanni III di Polonia tenutasi nella chiesa di Santo Stanislao dei Polacchi.
Morì a Roma il 22 dicembre 1699.

## Genealogia episcopale e successione apostolica
La genealogia episcopale è:
- Cardinale Scipione Rebiba
- Cardinale Giulio Antonio Santori
- Cardinale Girolamo Bernerio, O.P.
- Arcivescovo Galeazzo Sanvitale
- Cardinale Ludovico Ludovisi
- Cardinale Luigi Caetani
- Cardinale Ulderico Carpegna
- Cardinale Paluzzo Paluzzi Altieri degli Albertoni
- Cardinale Gasparo Carpegna
- Cardinale Fabrizio Spada
- Patriarca Michelangelo Mattei

La successione apostolica è:
- Vescovo Benedetto Luperti (1694)

## Ascendenza
|                     |                  |                      | Genitori              |  |  | Nonni |  |  | Bisnonni           |  |  | Trisnonni             |  |
|                     |                  |                      |                       |  |  |       |  |  | Ludovico II Mattei |  |  | Pietro Antonio Mattei |  |
|                     |                  |                      |                       |  |  |       |  |  | Ludovico II Mattei |  |  | Pietro Antonio Mattei |  |
|                     |                  | Antonina Capodiferro |                       |  |  |       |  |  | Ludovico II Mattei |  |  |                       |  |
| Muzio Mattei        |                  |                      |                       |  |  |       |  |  | Ludovico II Mattei |  |  |                       |  |
|                     |                  | Lucrezia Capranica   | Camillo Capranica     |  |  |       |  |  |                    |  |  |                       |  |
|                     |                  | Lucrezia Capranica   | Camillo Capranica     |  |  |       |  |  |                    |  |  |                       |  |
|                     |                  | Lucrezia Capranica   | Faustina Della Valle  |  |  |       |  |  |                    |  |  |                       |  |
| Ludovico III Mattei |                  | Lucrezia Capranica   |                       |  |  |       |  |  |                    |  |  |                       |  |
|                     |                  | Pierantonio Bandini  | Francesco Bandini     |  |  |       |  |  |                    |  |  |                       |  |
|                     |                  | Pierantonio Bandini  | Francesco Bandini     |  |  |       |  |  |                    |  |  |                       |  |
|                     |                  | Pierantonio Bandini  | Ginevra Salviati      |  |  |       |  |  |                    |  |  |                       |  |
| Lucrezia Bandini    |                  | Pierantonio Bandini  |                       |  |  |       |  |  |                    |  |  |                       |  |
|                     |                  | Cassandra Cavalcanti | Bartolomeo Cavalcanti |  |  |       |  |  |                    |  |  |                       |  |
|                     |                  | Cassandra Cavalcanti | Bartolomeo Cavalcanti |  |  |       |  |  |                    |  |  |                       |  |
|                     |                  | Cassandra Cavalcanti | Dianora Gondi         |  |  |       |  |  |                    |  |  |                       |  |
| Michelangelo Mattei |                  | Cassandra Cavalcanti |                       |  |  |       |  |  |                    |  |  |                       |  |
|                     | Pirro Frangipane | Girolamo Frangipane  |                       |  |  |       |  |  |                    |  |  |                       |  |
|                     | Pirro Frangipane | Girolamo Frangipane  |                       |  |  |       |  |  |                    |  |  |                       |  |
|                     | Pirro Frangipane | Artemisia Colonna    |                       |  |  |       |  |  |                    |  |  |                       |  |
| Geronimo Frangipane | Pirro Frangipane |                      |                       |  |  |       |  |  |                    |  |  |                       |  |
|                     |                  | …                    | …                     |  |  |       |  |  |                    |  |  |                       |  |
|                     |                  | …                    | …                     |  |  |       |  |  |                    |  |  |                       |  |
|                     |                  | …                    | …                     |  |  |       |  |  |                    |  |  |                       |  |
| Laura Frangipane    |                  | …                    |                       |  |  |       |  |  |                    |  |  |                       |  |
|                     |                  | …                    | …                     |  |  |       |  |  |                    |  |  |                       |  |
|                     |                  | …                    | …                     |  |  |       |  |  |                    |  |  |                       |  |
|                     |                  | …                    | …                     |  |  |       |  |  |                    |  |  |                       |  |
| …                   |                  | …                    |                       |  |  |       |  |  |                    |  |  |                       |  |
|                     |                  | …                    | …                     |  |  |       |  |  |                    |  |  |                       |  |
|                     |                  | …                    | …                     |  |  |       |  |  |                    |  |  |                       |  |
|                     |                  | …                    | …                     |  |  |       |  |  |                    |  |  |                       |  |
|                     |                  | …                    |                       |  |  |       |  |  |                    |  |  |                       |  |